# مقاطعة فهرج
مقاطعة فهرج (بالفارسية: شهرستان فهرج) هي مقاطعة تقع في محافظة كرمان في إيران. يقدر عدد سكانها بـ 41,291 نسمة .